# Al Avison
Al Avison, de son vrai nom Alfred Avison, né le 7 juillet 1920 aux États-Unis et mort le 30 décembre 1984, est un auteur américain de bande dessinée.

## Biographie
Al Avison naît en 1920. Il étudie à l'institut Pratt de New-York. Engagé par Timely Comics, il y crée, avec un scénariste inconnu, le personnage du Whizzer. Le personnage apparaît en 1941 dans le premier numéro de USA Comics. Lorsque Jack Kirby et Joe Simon quittent Timely à la suite d'un différend financier, Al Avison devient le dessinateur de Captain America en janvier 1942. Il est alors encré par Syd Shores. Toujours pour Timely, il dessine les aventures de  The Vision,The Blonde Phantom, The Young Allies, etc. Son travail ne se limite pas à Timely et sa signature se retrouve sur des comics publiés par Fawcett Comics ou Harvey Comics. Il abandonne le monde des comics au début des années 1950.